# Aftab Jehangir

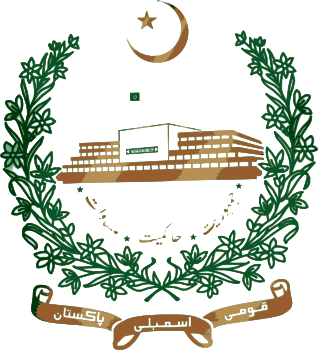
Emblema da assembleia nacional Paquistanêsa.

Aftab Jehangir é um político paquistanês que é membro da Assembleia Nacional do Paquistão desde agosto de 2018.

## Carreira política
Ele foi eleito para a Assembleia Nacional do Paquistão pelo círculo NA-252 (Karachi West-V) como candidato do Movimento Paquistanês pela Justiça nas eleições gerais de 2018 no Paquistão.
Em outubro de 2018, o Estabelecimento Sindh Anti-Corrupção iniciou um inquérito a Jehangir depois de ele ter sido acusado por Rabistan Khan de usurpação de terras na cidade de Taiser.